# ليوناردو مارشي
ليوناردو مارشي (بالإسبانية: Leonardo Marchi) هو لاعب كرة قدم أرجنتيني، ولد في 1996 في لابلاتا في الأرجنتين. لعب مع أرسنال ساراندي.

## وصلات خارجية
- ليوناردو مارشي على موقع قاعدة بيانات كرة القدم.إي يو (الإنجليزية)
- ليوناردو مارشي على موقع Soccerway.com (الإنجليزية)